# Erich Drechsler (Trainer)
Erich Drechsler (* 1934 in Artern im thüringischen Kyffhäuserkreis; † 1. Oktober 2015 in Blankenhain) war ein deutscher Leichtathletiktrainer und Sportlehrer.

## Leben
Erich Drechsler machte an der Deutschen Hochschule für Körperkultur in Leipzig eine Ausbildung zum Diplom-Sportlehrer und wurde 1957 Trainer für Hochsprung beim SC Wismut Karl-Marx-Stadt. Ab 1973 arbeitete er als Trainer für Hochsprung- und Stabhochsprung beim SC Motor Jena. Zu seinen zahlreichen Schülern zählten dort beispielsweise Rolf Beilschmidt, Karen Scholz und Britta Vörös-Billac. Nach der Wende war er von 1990 bis 1996 Bundestrainer für Weitsprung beim Deutschen Leichtathletik-Verband. Beim Deutschen Behindertensportverband betreute er in der Zeit von 1997 bis 2007 ehrenamtlich die Weitspringerin Catherine Bader-Bille, die bei den Paralympics im Jahr 2000 in Sydney die Goldmedaille errang. Beim DBS betreute Drechsler ebenfalls den Goldmedaillengewinner im Weitsprung bei den Paralympics 2004 in Athen – Woitek Czyz.
Auch seine Schwiegertochter Heike Drechsler, die er zu einigen Olympiasiegen und Europameisterschaftstiteln im Weitsprung führte, wurde von ihm trainiert.
Vor seinem Tod litt Erich Drechsler schon längere Zeit unter Diabetes. Er starb 2015 in einem Krankenhaus in Blankenhain an Kreislaufversagen.